# Condado de Herkimer
El condado de Herkimer (en inglés: Herkimer County) fundado en 1791 es un condado en el estado estadounidense de Nueva York. En el 2000 el condado tenía una población de 64,427 habitantes en una densidad poblacional de 18 personas por km². La sede del condado es Herkimer.

## Geografía
Según la Oficina del Censo, el condado tiene un área total de 3776 km² (1457,9 mi²), de la cual 3654 km² (1410,8 mi²) es tierra y 122 km² (47,1 mi²) (3.23%) es agua.

### Condados adyacentes
- Condado de St. Lawrence - norte
- Condado de Hamilton - este
- Condado de Montgomery -este
- Condado de Fulton - este
- Condado de Otsego - sur
- Condado de Oneida - oeste
- Condado de Lewis - noroeste

## Demografía
En el 2000 la renta per cápita promedia del condado era de $32,924, y el ingreso promedio para una familia era de $40,570. En 2000 los hombres tenían un ingreso per cápita de $29,908 versus $21,518 para las mujeres. El ingreso per cápita para el condado era de $16,141. Alrededor del 12.50% de la población estaba bajo el umbral de pobreza nacional.

## Ciudades y pueblos
- Cold Brook (villa)
- Columbia (pueblo)
- Danube (pueblo)
- Dolgeville (villa)
- Fairfield (pueblo)
- Frankfort (pueblo)
- Frankfort (villa)
- German Flatts (pueblo)
- Herkimer (villa)
- Herkimer (pueblo)
- Ilion (villa)
- Litchfield (pueblo)
- Little Falls (pueblo)
- Little Falls (ciudad)
- Manheim (pueblo)
- Middleville (villa)
- Mohawk (villa)
- Newport (pueblo)
- Newport (villa)
- Norway (pueblo)
- Ohio (pueblo)
- Old Forge (lugar designado por el censo)
- Poland (villa)
- Russia (pueblo)
- Salisbury (pueblo)
- Schuyler (pueblo)
- Stark (pueblo)
- Warren (pueblo)
- Webb (pueblo)
- West Winfield (villa)
- Winfield (pueblo)
- => Entre paréntesis la forma de gobierno